# Leon Musaev
Leon Narimanovič Musaev (in russo Леон Нариманович Мусаев?; traslitterazione anglosassone: Leon Narimanovich Musayev; San Pietroburgo, 25 gennaio 1999) è un calciatore russo di origini azere, centrocampista del Rodina Mosca.

## Palmarès

### Club

#### Competizioni nazionali
- Campionato russo: 2

Zenit San Pietroburgo: 2018-2019,  2019-2020
- Coppa di Russia: 1

Zenit San Pietroburgo: 2019-2020
- Supercoppa di Russia: 2

Zenit San Pietroburgo: 2020, 2021
- Pervaja Liga: 1

Rubin: 2022-2023